# Теокрит
Tеокрит (на гръцки: Θεόκριτος, Theokritos; около 270 г. пр.н.е.) е старогръцки поет от елинистичната епоха. Той е основоположник на жанра на идилията.
До нас са достигнали 30 идилии и 25 епиграми, благодарение на буколическата антология на Артемидор от Тарс, съставена през 1 век. пр.н.е. Артемидор от Тарс дава названието идилия на песните на Теокрит, не е ясно как Теокрит е наричал своите поеми. В тях ключови са темите за пастирския живот, любовта и природата.

## Живот и творчество
Има спорове за родното му място. От самото му творчество се разбира, че е живял в елинистичните градове Сиракуза (Сицилия) и Александрия (Египет), както и на остров Кос, като не става напълно ясно къде е роден. Предполага се, че е живял и творил през 3 век пр.н.е. Връзката му със Сицилия е безспорна, защото повечето от неговите творби са писани на местния дорийски диалект. Освен това идилиите се свързват с пастирските надпявания, характерни за тази земеделска област.
Малко знаем за живота на Теокрит, за да търсим в личните обстоятелства основание за неговото оригинално творчество. Една анонимна епиграма (нищо не пречи да я припишем на Теокрит) съобщава, че е родом от Сиракуза, че е син на Праксагорас и Филина. Ако не се счита другата версия, според която се родил на остров Кос, от където е майка му, връзката със Сицилия е безспорна. Основното указание е дорийският диалект, на който са написани повечето творби на Теокрит. Има данни, че младите си години е прекарал в Сицилия – идилията „Харити или Хиерон“ например, в която Теокрит прави комплименти на Хиерон, тирана на Сиракуза. Изглежда, не получава очакваното. Както сочи следващата идилия – „Възхвала към Птолемей“, отива в Египет да опита музата си пред владетел с по-големи възможности. Този път успява. Навярно остава там, щом като повечето идилии написва в Египет. Не знаем дали в Александрия. Теокрит не се занимава с филология и ако Калимах в друго му оказва влияние, не успява да го примами в залите на Музея. Движи се сред лекарите на тамошната медицинска школа. Един от тях, Никиас, ученик на Еразистрат, му е близък приятел. По-късно Теокрит го посещава в Милет. Идилията „Хурка“ е написана по този повод, знаем, че подарил на Никиевата жена една хурка, произведена в Сиракуза.
Всичкото онова ново, което донесла елинистическата литература – чувствителното възприемане на природата, поезията на любовната мъка, стремежът към интимното, дребното и ежедневното, вниманието към детайлите на бита и на незначителните хора – всичко това е получило поетичен изразител в лицето на Теокрит, който умее да съчетае релефното изобразяване с музикалния лиризъм. Обаче, както това е типично за александрийското направление, светът на субективните чувства получава идеализирани носители; поетът не се отъждествява с тях, подчертавайки простотата и наивността на своите фигури, прокарва граница между тях и себе си. Както и останалите александрийци, Теокрит е запознат със старата литература, умее да пише на различни литературни диалекти – дорийски, йонийски, еолийски, но той не се старае да покаже своята „ученост“, която всъщност не владее в такива размери, както поетите-филолози от типа на Калимах или Аполоний.
Теокрит е създател на идилията. Този термин (eidyllion, умалително eidos „вид, образ“, а като музикален термин означава „строй на песента“) според едно тълкуване означава "картинка”, а според друго, което е по-правдоподобно, „песничка“. Така се наричали в древността стихотворенията с малък размер, които не са могли да влязат в никой от обикновените жанрове. Разпространяваните поотделно стихотворения на Теокрит били събрани заедно едва два века след смъртта на автора и този своеобразен сборник от разнородни стихотворения е носил заглавието „Идилии“. Историко-литературното значение на Теокрит почива преди всичко на неговите "овчарски”, буколически (bukolos „говедар“) стихотворения. Буколическият жанр е почивал на гръцкия фолклор. Антични източници ни съобщават за песни на овчари, които свирят със свирки, за техните обредни състезания при „очистването“ на стадата и кошарите, а също така и за празниците на „господарката на зверовете“ Артемида. Сицилия и областите на Пелопонес, поспецално Аркадия, са най-важните центрове на буколическата песен. Състезанието с овчарски песни („буколиазъм“), както е представено в схотворенията на Теокрит, имат типична структура, която напомня отблизо „състезанието“ в староатическата комедия. Двама овчари се срещат и започват препирня, която завършва с покана да се състезават в пеене; избира се съдия, който определя реда на състезанието и накрая произнася своята присъда. Ако отстраним произведенията, които са идилии в по-широк смисъл на думата, остават петнадесетина малки поеми в хекзаметър. Днес ги наричаме идилии или буколики, в римско време са ги наричали още еклоги. В стремежа си да бъдат точни, елините ги наричат „буколически идилии“.
Като всички поети на елинизма Теокрит е автор и на епиграми. Основното обаче са идилии. Освен тях притежаваме едно фигурно стихотворение – „Овчарска свирка“, и три фрагмента, като най-дългата е от творба, посветена на Береника, може би същата, за която е написана Калимаховата „Къдрица“. Теокрит оцелява благодарение на буколическата антология на Артемидор от Тарс, съставена по времето на Сула. Антологията достига във Византия и там Теокрит бива преписван много пъти. До нас текстът на идилиите и епиграмите достига в осемнадесет ръкописа, най-ранният е от дванадесети век. Към тях се добавят фрагментите върху папирус, които започват да се откриват от средата на миналия век. Тъй като са от значително по-ранно време (първи – пети век), те дават възможност да се види развитието на писмената традиция.
Друга група Теокритови стихотворения са градските сцени с действащи лица измежду, далечните на висшия кръг, слоеве население. Тук Теокрит следва традицията на Софрон, подновявайки сюжетите на неговите мимове. Такива например са „Жените на празника на Адонис“ (или другояче „Сиракузанките“). В Александрия в двореца на птолемеите се празнува празникът на Адонис, младия спътник на Афродита, умиращия и възкръсващ бог на растителността.
Античността е познавала Теокрит и като лирически поет, обаче от тази страна на неговото творчество до нас не е дошло много. Това са известен брой епиграми и няколко лирични стихотворения, написани на диалект и в стихотворните размери на еолийските поети, главно на Алкей и Сафо. От друга страна, в запазените сбирки на идилиите на Теокрит има и редица по-късни стихотворения, които принадлежат не на самия Теокрит, а на негови подражатели.